# Palazzo del Tergesteo
Le palazzo del Tergesteo à Trieste est une construction importante de la ville italienne. L'entrée principale se trouve sur la Piazza della Borsa, mais le bâtiment fait également face à la Piazza Verdi. Ancien siège de la Bourse de Trieste, il a été rénové à plusieurs reprises, dont la dernière entre 2009 et 2011. 

## Histoire
En 1838, le terrain où se trouve le palais est vendu par Giuseppe Brambilla à la société Tergesteo, créée dans le but d'ériger un majestueux bâtiment multifonctionnel dans le centre de Trieste. La structure de l'entreprise est divisée en 1 500 actions, parmi les actionnaires mentionnant le ministre autrichien Karl Ludwig von Bruck et le baron Pasquale Revoltella. Les travaux ont commencé en 1840 et se sont terminés en 1842. 
Le rez-de-chaussée se caractérise par une galerie commerciale, tandis que les étages supérieurs depuis l'inauguration ont été dédiés aux bureaux et aux appartements résidentiels. 
Le bâtiment deviendra l'un des centres de l'activité financière de Trieste, Italo Svevo travaillera dans la succursale Unionbank au premier étage du bâtiment, qui fera partie du livre La Conscience de Zeno. Dans le même temps, le célèbre compositeur Ferruccio Busoni a passé son enfance dans l'appartement de sa mère, qui surplombe le théâtre Verdi. 
Pendant la Seconde Guerre mondiale, le bâtiment a été occupé par les forces allemandes, tandis que pendant le Territoire libre de Trieste, le rez-de-chaussée abritait un club de loisirs de l'armée britannique. Avec le retour de l'Italie, il subit une restauration incisive qui s'achève en 1957 avec la démolition du plafond en fer et verre de la galerie et le remplacement par une structure verre-béton. La dernière restauration en 2011 a conduit à la restauration du toit d'origine de la galerie.